# Cheyletiella strandtmanni
Cheyletiella strandtmanni ist eine Art der Milben der Gattung Cheyletiella, die bei Hasenartigen im Fell parasitiert und neben Cheyletiella parasitivorax und Cheyletiella furmani einer der Auslöser der Cheyletiellose ist. Von anderen Chelyetiellen unterscheidet sie sich dadurch, dass die Setae d2 bei beiden Geschlechtern etwa dreimal kürzer als die Setae l1 sind und das Solenidion am Knie des ersten Beinpaars Y-förmig aussieht. Wie bei anderen Cheyletiellen ist die Wirtsspezifität nicht sehr hoch. Bei direktem Kontakt mit Trägern kann es auch zum vorübergehenden Befall beim Menschen kommen.